# Harold Copp

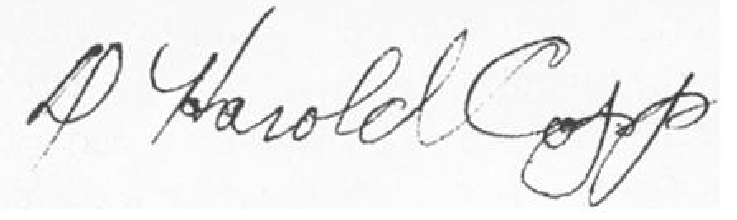
Unterschrift von D. Harold Copp

Douglas Harold Copp (* 16. Januar 1915 in Toronto; † 17. März 1998 in Vancouver) war ein kanadischer Biochemiker und Physiologe an der University of British Columbia. Er ist vor allem für die Entdeckung des Hormons Calcitonin bekannt.

## Leben
Harold Copps Eltern waren Charles Joseph Copp, ein Hausarzt, und Edith Mabel Copp, geborene O’Hara. Harold Copp studierte zunächst Physik und Chemie an der University of Toronto. Sein Bruder John, der Medizin studiert hatte, starb gewaltsam durch einen Einbrecher, und Harold Copp entschloss sich, dessen Rolle einzunehmen und wendete sich selbst der Medizin zu.
Nach dem Abschluss seines Studiums der Medizin an der University of Toronto 1939 (M.D. mit Auszeichnung) erwarb Copp 1943 an der University of California, Berkeley, mit der Arbeit A study of iron metabolism with the aid of the radioactive isotope 55F einen Ph.D. in Biochemie. Anschließend arbeitete er sowohl als Dozent (Instructor) an der Universität, als auch (auf Vorschlag von Joseph Gilbert Hamilton) für das Manhattan Project der Vereinigten Staaten zur Entwicklung einer Atombombe. Hier untersuchte er die Wirkung der Strahlung knochenaffiner Nuklide auf das menschliche Knochenmark.
Nach dem Zweiten Weltkrieg arbeitete Copp als Assistant Professor an der University of California, Berkeley, wo er sich mit dem Knochenstoffwechsel beschäftigte. 1950 wurde er Professor für Physiologie an der neugegründeten Fakultät für Medizin der University of British Columbia in Vancouver. 1980 ging er in den Ruhestand, behielt aber noch bis 1993 sein Forschungslabor.
Copp war seit 1939 mit Winnifred „Freddie“ Thompson verheiratet. Das Paar hatte drei Töchter. Copp starb an Leukämie.

## Wirken
Copp konnte wichtige Beiträge zur Erforschung der Calcium-Homöostase leisten. Insbesondere konnte er die Existenz des Hormons Calcitonin nachweisen (1961) sowie dessen direkten Einfluss auf den Calciumspiegel im Blut zeigen. Die vermutete Herkunft aus den Nebenschilddrüsen wurde bald darauf durch Iain MacIntyre korrigiert (es wird tatsächlich von den C-Zellen der Schilddrüse gebildet). Calcitonin wurde rasch ein verbreitetes Therapeutikum bei Osteoporose, Morbus Paget, rheumatoider Arthritis oder Hyperkalzämie. 1969 gelangen die Sequenzierung und die Synthese des Peptidhormons. Copp hat bewusst darauf verzichtet, Calcitonin patentieren zu lassen.
Copp betrieb insbesondere vergleichende Physiologie zwischen Fischen und Säugetieren. Bereits im Ruhestand entdeckte er weitere Hormone, die den Kalziumspiegel regulieren, bei Knochenfischen das Teleocalcin und das Stanniocalcin.

## Auszeichnungen
- 1959 Fellow der Royal Society of Canada
- 1967 Gairdner Foundation International Award[1], gemeinsam mit Iain MacIntyre
- 1971 Fellow der Royal Society of London
- 1971 Officer des Order of Canada[2]
- 1972 Flavelle Medal der Royal Society of Canada[3]
- 1980 Companion des Order of Canada[2]
- 1994 Aufnahme in die Canadian Medical Hall of Fame[4]
- 2000 (postum) Aufnahme in die Canadian Science and Engineering Hall of Fame[5]
- Ehrendoktorate folgender Universitäten: Acadia University (1975), University of Ottawa (1973), University of Toronto (1970), Queen’s University (1970), University of British Columbia (1980)

Das Gebäude, in dem die Abteilung für Physiologie der University of British Columbia untergebracht ist, trägt seit 1980 den Namen D. Harold Copp Building. Seit 1996 gibt es ihm zu Ehren an der Universität eine D. Harold Copp Lectureship.
Die Deutsche Gesellschaft für Osteologie verleiht einen Wissenschaftspreis unter der Bezeichnung Copp-Preis. 